# 矯正護身術
矯正護身術（きょうせいごしんじゅつ）とは日本の国家公務員である矯正職員（公安職俸給表（一）または公安職俸給表（二）が適用される法務事務官、法務教官および法務技官）が専門的に修得している術科。
実際の場面では当て身技を行わない剣道や柔道の訓練だけでは武道としても不完全であり、被収容者や外来者等からの不当な暴行に際し、身を守り制圧するために訓練指導が行われている。

## 概要
法務省の訓令に基づき実施されている。
矯正職員は基本的に全て対人援助職であるが、規範意識が低下した被収容者等からときには不当に暴行を受けるおそれがあり、当然のことながら心理技官や精神保健福祉士等の福祉技官であっても身を守る術を心得ておく必要性が一般社会と比較してかなり高い。これは男女を問わない。
作業専門官（職業訓練指導員等）や就労支援専門官（産業カウンセラー等）も訓練する。ただし、矯正職員であっても自動車運転技官等の行政職および作業療法士や薬剤師等の医療職俸給表が適用される職員は訓練しない。
矯正護身術は初級、中級、上級の３つの級に分類される。基本技と応用技に大別される。初級は初任者、上級は指導者レベルであり、検定も実施される。ほかに矯正制圧術がある。